# نورم ماجر
نورم ماجر (بالإنجليزية: Norm Mager)‏ مواليد 23 مارس 1926 - الوفاة 17 مارس 2005، كان لاعب كرة سلة أمريكي. تم اختياره من قبل فريق بالتيمور باليتس خلال الدرافت. حمل الرقم 33. بلغ طوله 6 قدم 5 بوصة (2.0 م).

## روابط خارجية
- نورم ماجر على موقع إن بي أي (الإنجليزية)
- نورم ماجر على موقع سبورتس رفرنس (الإنجليزية)
- نورم ماجر على موقع كلية كرة السلة في سبورتس رفرنس.كوم (الإنجليزية)
- نورم ماجر على موقع ريلجم (الإنجليزية)
- نورم ماجر على موقع بروبوليرز (الإنجليزية)